# Eckloniaichthys scylliorhiniceps
Eckloniaichthys scylliorhiniceps is een straalvinnige vissensoort uit de familie van schildvissen (Gobiesocidae). De wetenschappelijke naam van de soort is voor het eerst geldig gepubliceerd in 1943 door Smith.